# La città sepolta
La città sepolta (Piemme Edizioni, 1 giugno 2015) è il secondo romanzo per ragazzi della serie fantasy Ai confini di Aurion, scritta da Luca Azzolini. Segue la serie Nelle Terre di Aurion ed è l’ottavo nella cronologia generale della saga.

## Trama
La strada è tutta in salita per la nuova compagnia di viaggiatori formata da Dorian, Mayra, Kennard e Muna. Il viaggio nel misterioso Reame della Notte Eterna è più duro e difficile del previsto, e qualcuno li sta già spiando nell’ombra. Come se non bastasse, i quattro ancora non si conoscono e appena varcati i Cancelli della Notte Eterna subiscono l’attacco del terribile Lord Malagus (un potente servo del Buio) e dalla sua mostruosa Idra dei Vulcani Neri, che li mette a dura prova. 
Senza darsi per vinti, Dorian, Mayra e Kennard riescono a sconfiggerli, ma solo grazie al provvidenziale intervento di una misteriosa guerriera di nome Muna, che decide di condurre i tre ragazzi in salvo verso un luogo che soltanto lei conosce: la Casa Albero, il rifugio dei Nascosti in cui vive fin da ragazzina. I Nascosti sono una misteriosa congrega che da secoli si batte contro gli emissari del Buio e Muna ne fa parte fin da quando era soltanto una bambina. 
Passata la paura, la nuova compagnia decide di rimettersi in viaggio per affrontare i pericoli posti sul suo cammino e tutto questo per salvare la madre di Mayra. Il luogo in cui devono dirigersi, però, è la pericolosa Città Sepolta, dove vivono gli ultimi uomini liberi che abitano il Regno della Notte Eterna. Solo la Veggente può indicare a Mayra il luogo in cui si trova prigioniera sua madre. La Veggente è un’anziana abitante del Regno della Notte Eterna, anche lei una Nascosta, che governa la lontana Città Sepolta. Per raggiungerla devono oltrepassare la Foresta di Rovi, spingersi oltre le Lande Desolate e raggiungere i Laghi di Sale. Un viaggio di parecchie settimane. Sotto le aride dune delle Lande Desolate – un deserto senza fine, trasformato così dal Buio per annientare le ultime sacche di resistenza degli originari abitanti del Regno della Notte Eterna – si trova una città immensa dove alcuni Nascosti combattono da secoli la loro battaglia contro la Confraternita Nera a servizio del Buio. 
Il viaggio non sarà però privo di pericoli, oscure creature sono sulle trecce di Dorian, Muna, Kennard e Mayra, mostri spaventosi, segreti ed enigmi da decifrare, e un pericolo immane. Nell’ombra, pronta a colpirli, c’è Lady Ruyna, una potente servitrice del Buio, che assieme alla Piovra degli Stagni Oscuri sta già tramando un piano per condurre in trappola Dorian e tutti gli altri.

## Edizioni
- Luca Azzolini, La città sepolta, Piemme Edizioni, 2015,  p. 179, ISBN 978-88-566-4646-7.